# Actias neidhoeferi
Actias neidhoeferi är en fjärilsart som beskrevs av Ong och Yu 1968. Actias neidhoeferi ingår i släktet månspinnare, och familjen påfågelspinnare. Inga underarter finns listade i Catalogue of Life.

## Bildgalleri

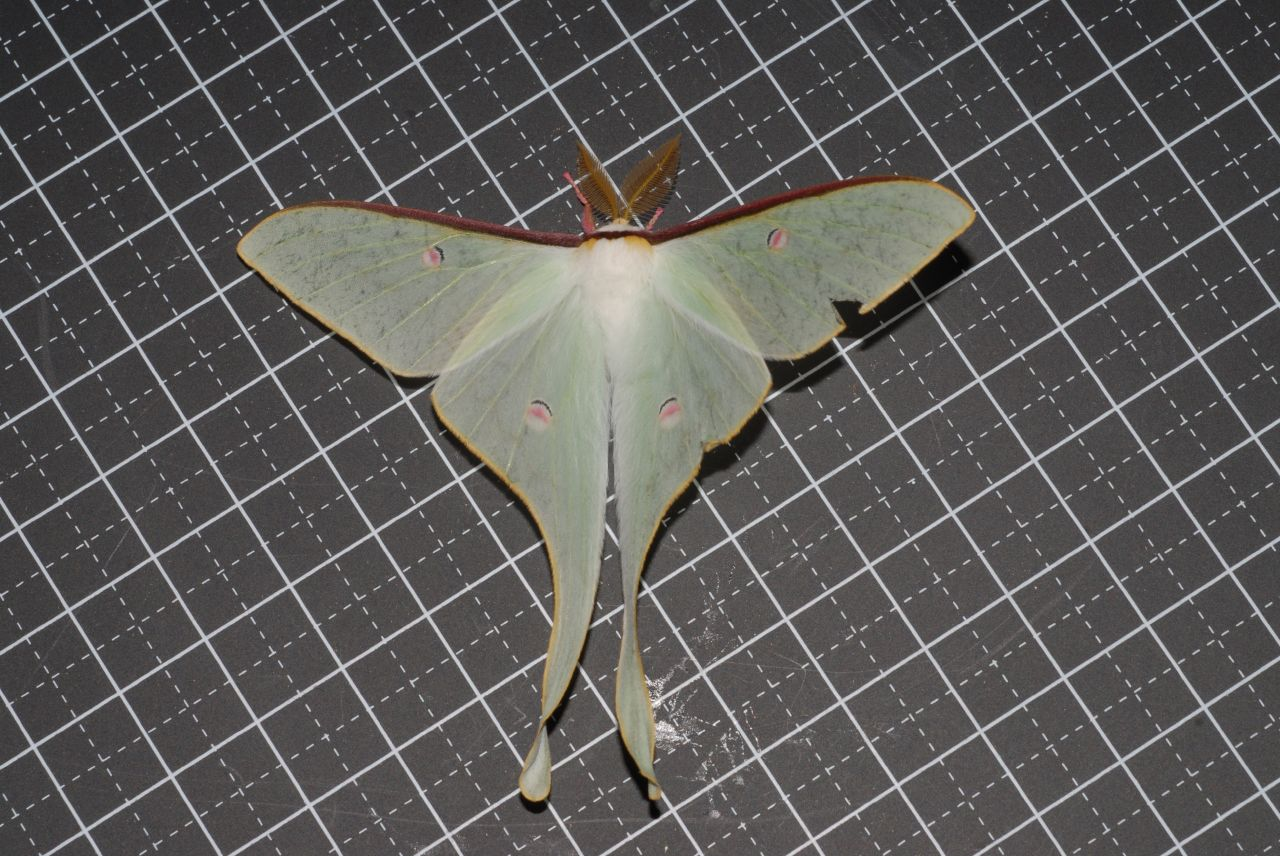
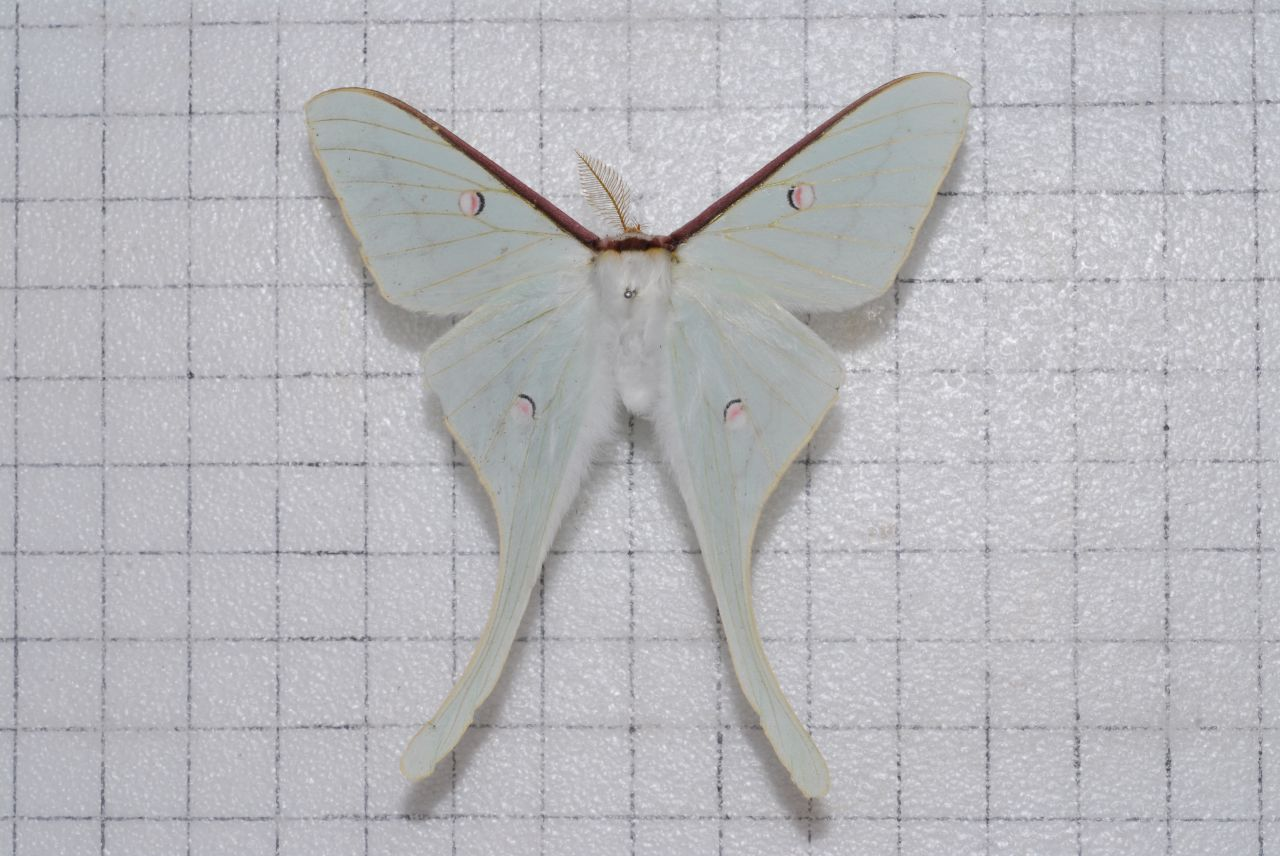